# Triplophysa herzensteini
Triplophysa herzensteini és una espècie de peix de la família dels balitòrids i de l'ordre dels cipriniformes.

## Morfologia
Fa 9,5 cm de llargària maxima.

## Reproducció
Assoleix la maduresa sexual en arribar als 70 mm de longitud.

## Hàbitat i distribució geogràfica
És un peix d'aigua dolça, bentopelàgic i de clima temperat, que viu al Kazakhstan.

## Observacions
És inofensiu per als humans.